# Злотник, Александр Иосифович
Александр Иосифович Злотник (укр. Олександр Йосипович Злотник; род. 15 ноября 1948, Тараща, Киевская область) — советский и украинский композитор, народный артист Украины (1998). Ректор Киевской муниципальной академии музыки имени Глиэра (с 2009). Почётный гражданин Киева (2024).

## Биография
Родился 15 ноября 1948 года в городе Тараща Киевской области.
Учился в Киевской музыкальной школе имени Николая Лысенко, где его соседом по общежитию был Владимир Ивасюк.
Окончил Национальную музыкальную академию Украины имени П. И. Чайковского по классу баяна, а также учился в Одесской национальной музыкальной академии имени А. В. Неждановой по классу композиции и теории музыки.
В 2000 году возглавил Международный фестиваль «Славянский базар» в Киеве, главой жюри которого был Мишель Легран.
Александр Злотник является автором музыки ко многим кинофильмам, операм и мюзиклам. Его произведения исполняли Назарий Яремчук, Василий Зинкевич, Оксана Билозир, Лилия Сандулесу, Иво Бобул и многие другие.
В 2003 году Александр Злотник пригласил Алекса Луну, ставшего впоследствии известным эстрадным исполнителем, на одну из главных ролей в первый украинский многобюджетный мюзикл «Экватор».

## Личная жизнь
Александр Иосифович женат на Ольге Злотник. У пары есть трое детей. 
Увлекается рыбалкой.

## Награды
- Народный артист Украины (1998)[2]
- Орден «За заслуги» III степени (2003)[3]
- Орден князя Ярослава Мудрого V степени (2008)[4]
- Орден «За заслуги» II степени (2018)[5]
- Почётный гражданин Киева (2024)[6]